# Fritz Fend, Technischer Fertigungsbetrieb

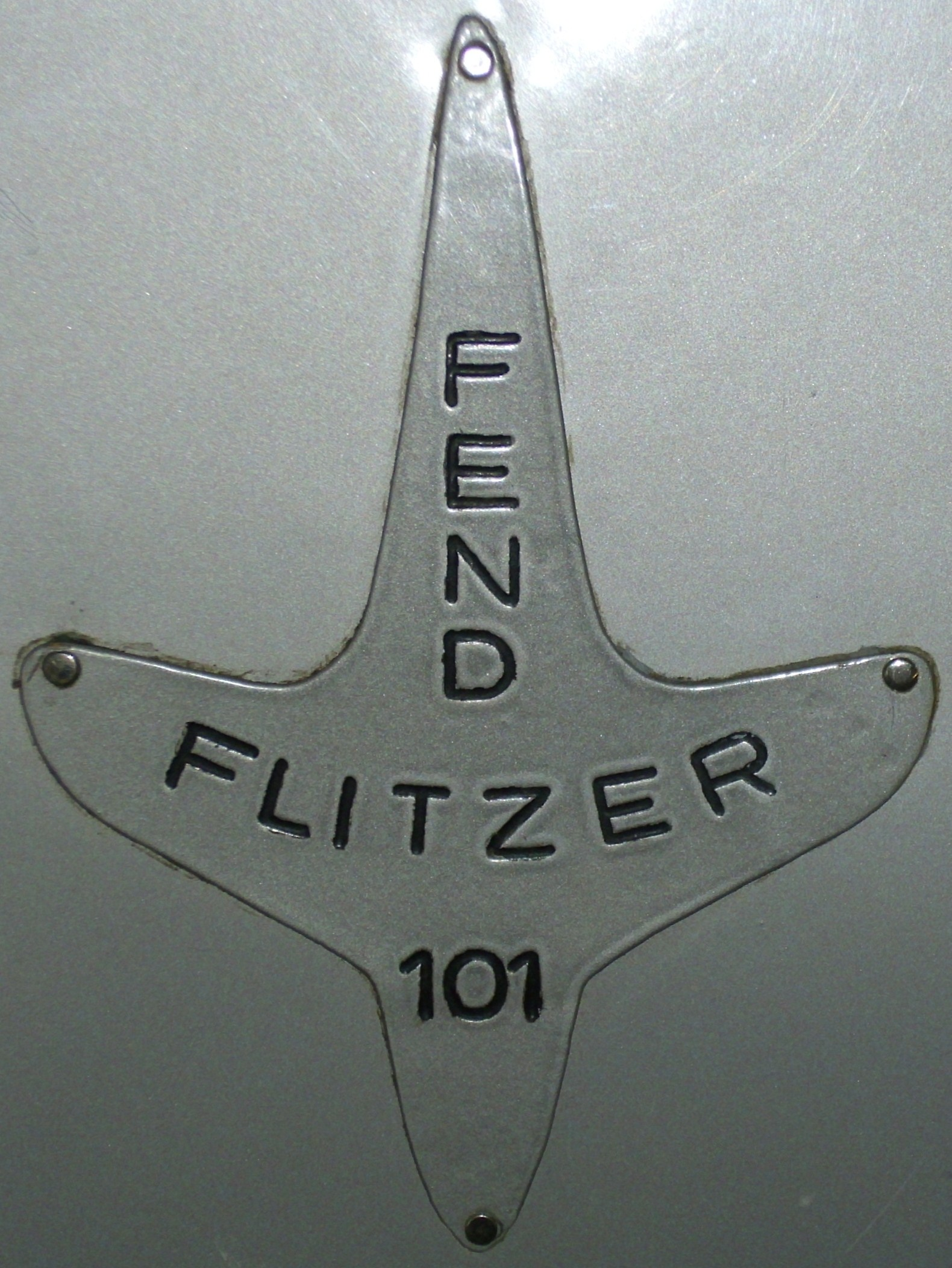
Emblem des Fend Flitzers 101

Fritz Fend, Technischer Fertigungsbetrieb war ein deutscher Hersteller von Automobilen.

## Unternehmensgeschichte
Fritz Fend gründete 1946 in Rosenheim einen Fertigungsbetrieb. Die Produktion von Kleinfahrzeugen begann am 19. Juni 1948 – zunächst noch ohne Motor –, die insbesondere für Versehrte gedacht waren. Kurz darauf begannen Versuche mit Motorfahrzeugen. 1949 wurde das erste Modell auf einer Technischen Messe in Frankfurt am Main ausgestellt. Der Markenname lautete Fend. Ende 1951 gründete Fend mit einigen Partnern in München die Fend Kraftfahrzeug GmbH, die jedoch kurz darauf wieder aufgelöst wurde. Im Dezember 1951 endete die Produktion des einzigen Kraftfahrzeugmodells. 1952 schloss er einen Vertrag mit Willy Messerschmitt von der Messerschmitt AG. Fend entwickelte das Fahrzeug weiter, das dann im März 1953 als Messerschmitt Kabinenroller auf den Markt kam.

## Fahrzeuge
Fend stellte Kleinstwagen mit drei Rädern her. Das einzige motorisierte Gefährt, abgesehen vom kleinen Geländewagen Fend G 600, war der Fend Flitzer. Insgesamt entstanden etwa 282 Fahrzeuge. Eine andere Quelle nennt 250 Neuzulassungen für das Jahr 1951 in Deutschland, aber keine Zahlen für 1950 und 1952.

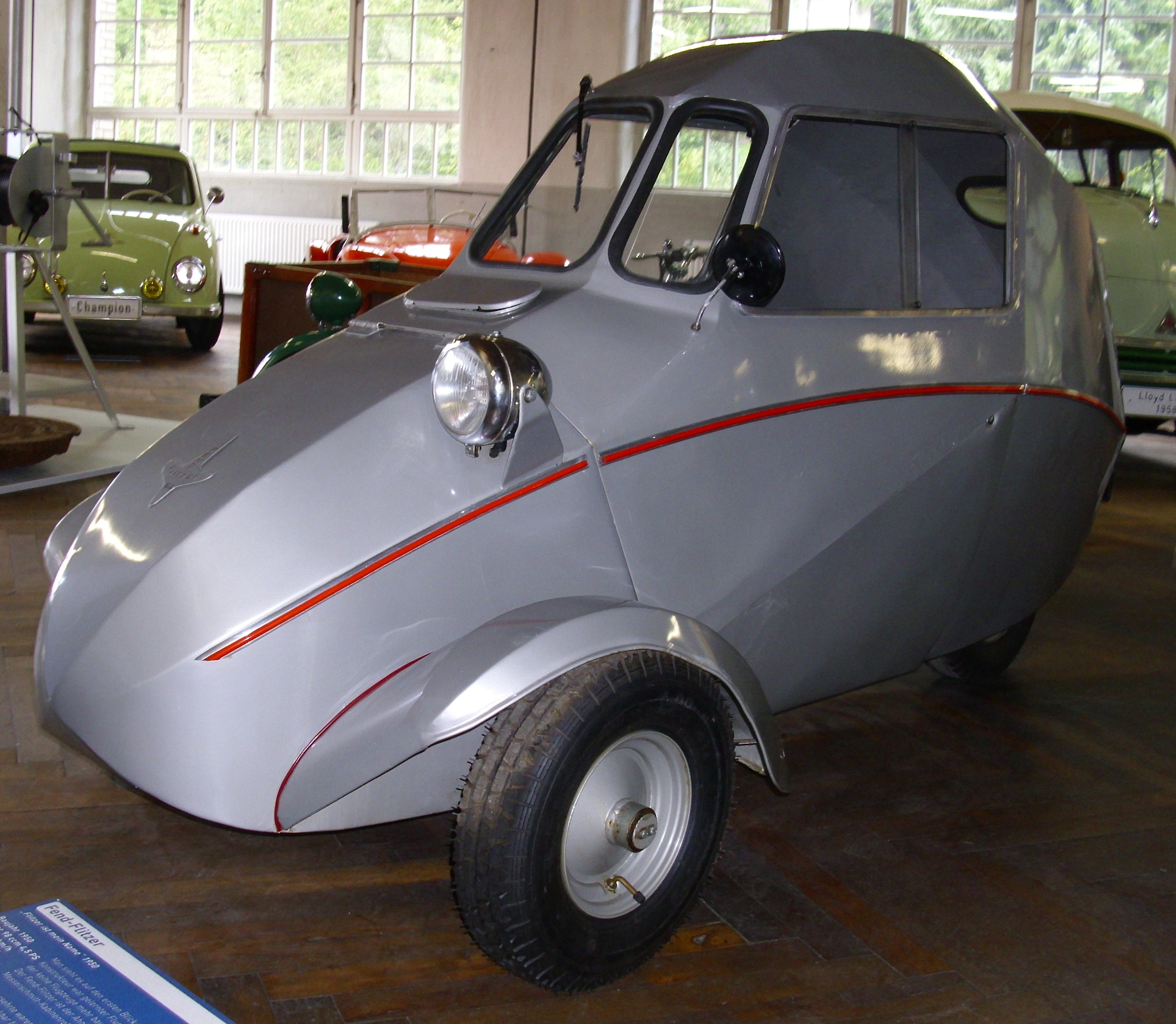
Fend Flitzer Kabinenroller
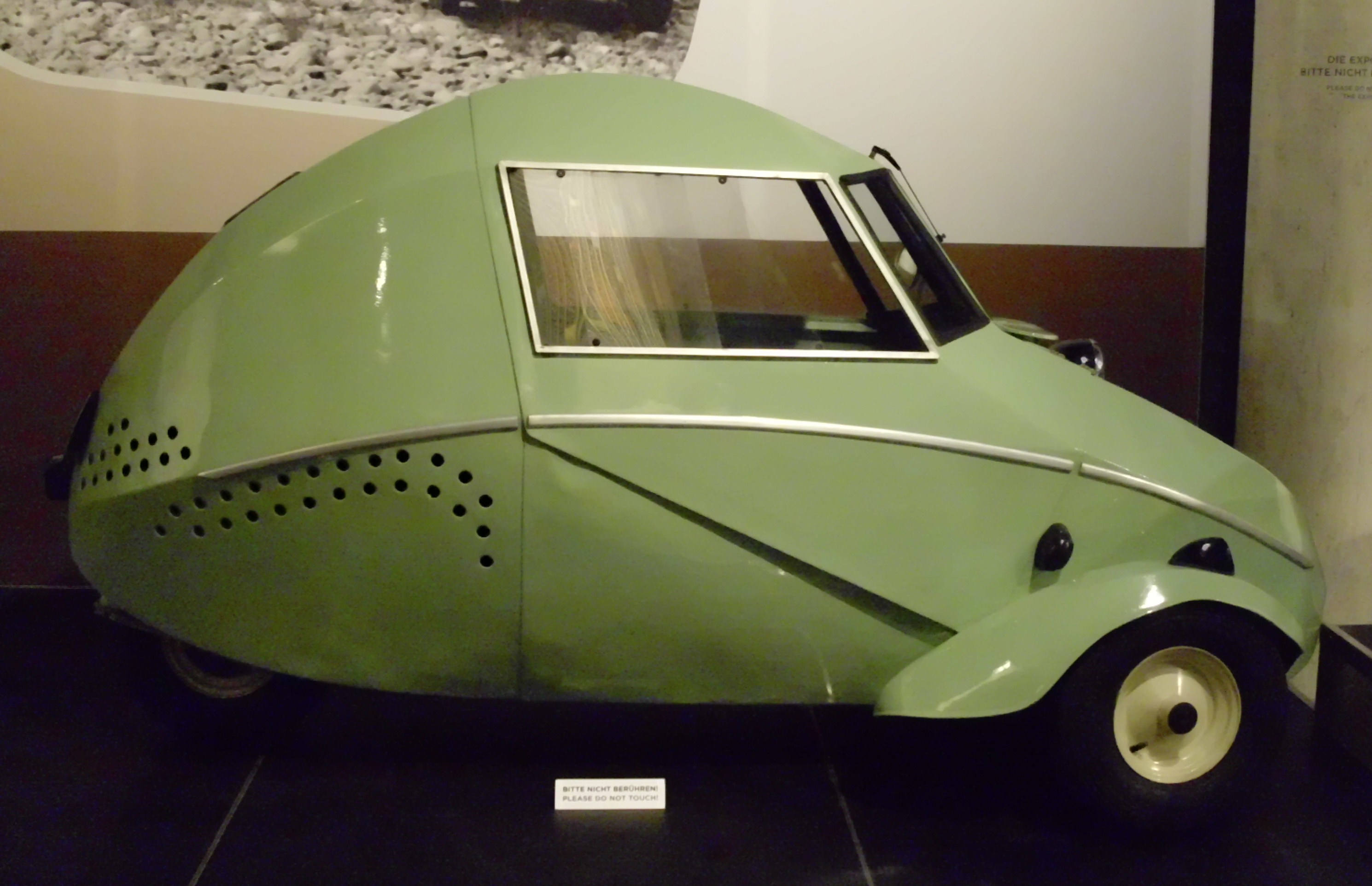
Fend Flitzer Kabinenroller
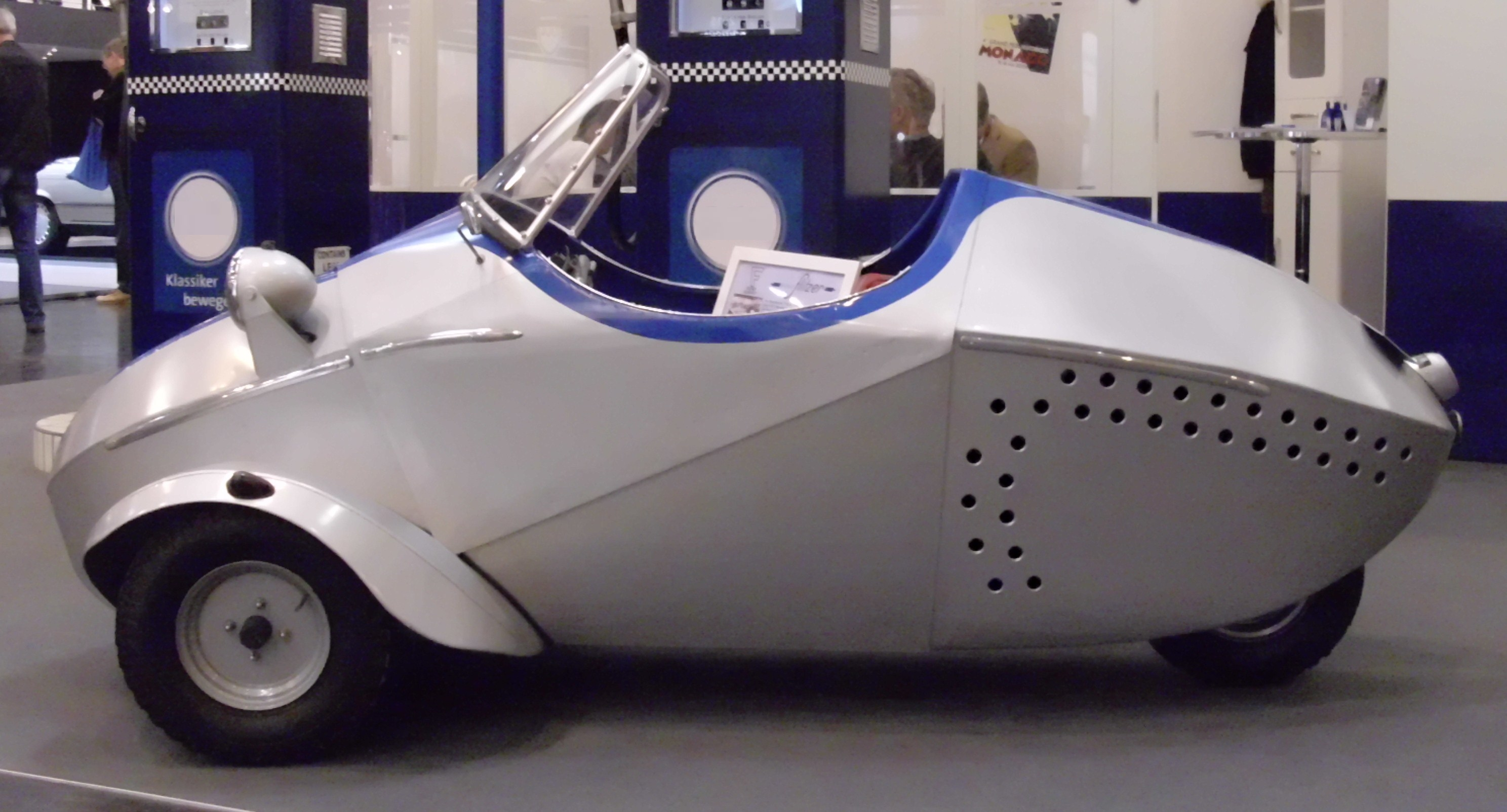
Roadster